# Yogesh Mohan Tiwari
Yogesh Mohan Tiwari es un diplomático de carrera indio retirado.
- En julio de 1966 entró al Indian Foreign Service.
- De 1968 a 1970 fue segundo secretario de embajada en Moscú.
- De 1971 a 1975 fue primer secretario de embajada en Estocolmo.
- De 1975 a 1978 fue director de la División de África Directora en el Ministerio de Asuntos Exteriores (India).
- De 1978 a 1981 fue consejero de embajada en Nairobi y a cargo de los asuntos Programa de las Naciones Unidas para el Medio Ambiente y Programa de Naciones Unidas para los Asentamientos Humanos.
- De 1981 a 1984 fue enviado en Jeddah (Emiratos Árabes Unidos).
- De 1984 a 1988 fue director general de la División Europa Oriental en el Ministerio de Asuntos Exteriores (India).
- De 1988 a 1991 fue Alto Comisionado en Singapur.
- De julio de 1993 a febrero de 1997 fue Alto Comisionado en Nicosia.
- De 1997 a 2000 fue embajador en Viena.[1]
- Del 18 de mayo de 2002 al 01 de julio de 2003 fue Alto Comisionado en Nairobi.[2]